# Gaibach (Volkach)
Der Gaibach ist ein etwa zwei Kilometer langer rechter Zufluss der Volkach im Gebiet des Stadtteils Obervolkach in Unterfranken. Der Bach trieb früher eine Lohmühle an und gab dem gleichnamigen Volkacher Gemeindeteil Gaibach den Namen, in dem er entspringt.

## Name
In der älteren Literatur wird der Gai- oder Gaubach mit der hier nur geringen Bewaldung in Verbindung gebracht. Die neuere Literatur verwirft die alt- bzw. mittelhochdeutschen Herleitungen des Bachnamens. Der Name Gaibach soll sich vom slawischen Wort „gaj“, Hain, ableiten. Die slawischen Wenden besiedelten die Region um die Mainschleife zur gleichen Zeit wie die Franken. Vielleicht handelte es sich bei „gaj“ auch um einen Wendenheiligen. Auf der Höhe der Konstitutionssäule im Norden Gaibachs ist noch heute die Flur „Heiligenbaum“ zu finden, die auf die Wenden hinweist.

## Geographie

### Verlauf
Der Gaibach entspringt mitten im gleichnamigen Volkacher Gemeindeteil im Süden des Schlosses Gaibach einem Quelltopf. Dessen Abfluss wird in südöstlicher Richtung unterirdisch unter der Staatsstraße 2271 durchgeführt. Der offene Verlauf beginnt dann unmittelbar südlich der Straße Bleichwasen am Rande des Gaibacher Altortes. Der Gaibach wurde auf ihrem gesamten Oberlauf bis zur Bebauungsgrenze von Gaibach kanalisiert, sodass ein nach Südosten laufender Graben entstand.
Dieser Graben wird im Südosten der bebauten Fläche von einem unbenannten und unbeständig wasserführenden Graben von rechts von einem Wasserwerk her gespeist. Nach etwa einem Kilometer seines Verlaufes wendet er sich mehr nach Süden. An dieser Stelle stand im 19. Jahrhundert die Gaibacher Lohmühle, für die der Bach damals zu einem See aufgestaut war. An die Lohmühle erinnern noch die Flurlagen Mühlwiese und Mühlstück. Neben dem Gaibach läuft parallel in der Talmulde die Kreisstraße KT 33. Später steht der Aussiedlerhof Buchhof am rechten Ufer des Baches, gegenüber dem ihn hoch überragenden linken Mündungssporn Eichelberg (266 m ü. NHN). Am gesamten Unterlauf ist fast bis zuletzt das linke Ufer des Baches die Grenze zwischen der Gemeinde Kolitzheim im Landkreis Schweinfurt und dem Stadtgebiet von Volkach im Landkreis Kitzingen, zu dem alle unmittelbar am Lauf liegende Orte gehören.
Der Gaibach wird unter der Einmündung der Kreisstraße SW 40 in die KT 33 durchgeführt und verläuft entlang dem nunmehr teilweise links liegenden Volkacher Gemeindeteils Stettenmühle, unmittelbar oberhalb von dem sich lange rechtsseits der Volkach Fischzuchtteiche in der Gemarkung von Obervolkach erstrecken. An dieser Mühle mündet sie schließlich in die Volkach. In der Vergangenheit speiste der Bach den Mühlgraben der Stettenmühle, die jedoch seit den 1960er Jahren stillgelegt ist.

### Einzugsgebiet
Der Gaibach hat ein etwa 3,6 km² großes Einzugsgebiet, dessen mit etwa 304 m ü. NHN höchster Punkt ganz im Norden auf der Kuppe mit Konstitutionssäule des Schlossparkes liegt. Von dort an konkurrieren hinter der linken und nordöstlichen Wasserscheide ebenfalls kleinere rechte Zuflüsse der  Volkach weiter aufwärts vom Moorbach bis hinab zum Weidachgraben; im Süden ist die unterste Volkach nach ihrem Laufknick zuletzt nach Westen das nächste Fließgewässer, während jenseits der südwestlichen Wasserscheide der Eschbachgraben vor dem Volkach-Zufluss läuft und weitere kurze Mainzuflüsse jenseits der westlichen hat.
Naturräumlich gehört das gesamte Gebiet zum Iphofen-Gerolzhofener Steigerwaldvorland des Steigerwaldvorlandes, mit dem oberen Anteil zu dessen Unterraum Gaibacher Lößhochfläche, mit dem unteren zum Unterraum Steigerwaldvorland von Neuses. Nördlich der Ortsgrenze von Gaiberg bis hinauf auf die genannte Höhenkuppe mit der Konstitutionssäule gibt es kleine Waldfetzen, das gesamte übrige Gebiet ist offen. Es wird rechtsseits des Baches meist beackert, während an den steilen linken, nach Südwesten exponierten Hänge von Gaiberg bis zum Mündungssporn Eichelberg Weinbau betrieben wird.

## Mühlen
- Mühlen am Gaibach